# Campeonato Europeu de Atletismo em Pista Coberta de 1994
O 23º Campeonato Europeu de Atletismo em Pista Coberta foi realizado no AccorHotels Arena, em Paris, França, entre os dias 11 e 13 de março de 1992. 40 nações participaram do torneio com 499 atletas em 27 modalidades

## Medalhistas
Masculino 
| Evento               | Ouro                      | Ouro     | Prata                      | Prata    | Bronze                        | Bronze   |
| 60 m                 | Colin Jackson (GBR)       | 6.49     | Alexandros Terzian (GRE)   | 6.51     | Michael Rosswess (GBR)        | 6.54     |
| 200 m                | Daniel Sangouma (FRA)     | 20.68    | Vladyslav Dolohodin (UKR)  | 20.76    | Georgios Panayotopoulos (GRE) | 20.99    |
| 400 m                | Du'aine Ladejo (GBR)      | 46.53    | Mikhail Vdovin (RUS)       | 46.56    | Rico Lieder (GER)             | 46.82    |
| 800 m                | Andrey Loginov (RUS)      | 1:46.38  | Luis Javier González (ESP) | 1:46.69  | Ousmane Diarra (FRA)          | 1:47.18  |
| 1500 m               | David Strang (GBR)        | 3:44.57  | Branko Zorko (CRO)         | 3:44.64  | Abdelkader Chékhémani (FRA)   | 3:44.65  |
| 3000 m               | Kim Bauermeister (GER)    | 7:52.34  | Ovidiu Olteanu (ROM)       | 7:52.37  | Rod Finch (GBR)               | 7:53.99  |
| 60 m com barreiras   | Colin Jackson (GBR)       | 7.41     | Gheorghe Boroi (ROM)       | 7.57     | Mike Fenner (GER)             | 7.58     |
| 5000 m marcha        | Mikhail Shchennikov (RUS) | 18:34.32 | Ronald Weigel (GER)        | 18:40.32 | Denis Langlois (FRA)          | 18:43.20 |
| salto em altura      | Dalton Grant (GBR)        | 2.37     | Jean-Charles Gicquel (FRA) | 2.35     | Wolf-Hendrik Beyer (GER)      | 2.33     |
| salto com vara       | Pyotr Bochkaryov (RUS)    | 5.90     | Jean Galfione (FRA)        | 5.80     | Igor Trandenkov (RUS)         | 5.75     |
| salto em comprimento | Dietmar Haaf (GER)        | 8.15     | Kostas Koukodimos (GRE)    | 8.09     | Bogdan Tudor (ROM)            | 8.07     |
| triplo salto         | Leonid Voloshin (RUS)     | 17.44    | Denis Kapustin (RUS)       | 17.35    | Vasiliy Sokov (RUS)           | 17.31    |
| arremesso do peso    | Aleksandr Bagach (UKR)    | 20.66    | Dragan Peric (IEP)         | 20.55    | Pétur Guðmundsson (ISL)       | 20.04    |
| heptatlo             | Christian Plaziat (FRA)   | 6268     | Henrik Dagård (SWE)        | 6119     | Alain Blondel (FRA)           | 6084     |

Feminino 
| Evento               | Ouro                         | Ouro     | Prata                        | Prata    | Bronze                   | Bronze   |
| 60 m                 | Nelli Cooman (NED)           | 7.17     | Melanie Paschke (GER)        | 7.19     | Patricia Girard (FRA)    | 7.19     |
| 200 m                | Galina Malchugina (RUS)      | 22.41    | Silke Knoll (GER)            | 22.96    | Jacqueline Poelman (NED) | 23.43    |
| 400 m                | Svetlana Goncharenko (RUS)   | 51.62    | Tatyana Alekseyeva (RUS)     | 51.77    | Viviane Dorsile (FRA)    | 51.92    |
| 800 m                | Natalya Dukhnova (BLR)       | 2:00.42  | Ella Kovacs (ROM)            | 2:00.49  | Carla Sacramento (POR)   | 2:01.12  |
| 1500 m               | Yekaterina Podkopayeva (RUS) | 4:06.46  | Lyudmila Rogachova (RUS)     | 4:06.60  | Małgorzata Rydz (POL)    | 4:06.98  |
| 3000 m               | Fernanda Ribeiro (POR)       | 8:50.47  | Margareta Keszeg (ROM)       | 8:55.61  | Anna Brzezińska (POL)    | 8:56.90  |
| 60 m barreiras       | Yordanka Donkova (BUL)       | 7.85     | Eva Sokolova (RUS)           | 7.89     | Anne Piquereau (FRA)     | 7.91     |
| 3000 m marcha        | Annarita Sidoti (ITA)        | 11:54.32 | Beate Gummelt (GER)          | 11:56.01 | Yelena Arshintseva (RUS) | 11:57.48 |
| salto em altura      | Stefka Kostadinova (BUL)     | 1.98     | Desislava Aleksandrova (BUL) | 1.96     | Sigrid Kirchmann (AUT)   | 1.94     |
| salto em comprimento | Heike Drechsler (GER)        | 7.06     | Ljudmila Ninova (AUT)        | 6.78     | Inessa Kravets (UKR)     | 6.72     |
| salto triplo         | Inna Lasovskaya (RUS)        | 14.88    | Anna Biryukova (RUS)         | 14.72    | Sofiya Bozhanova (BUL)   | 14.52    |
| arremesso de peso    | Astrid Kumbernuss (GER)      | 19.44    | Larisa Peleshenko (RUS)      | 19.16    | Svetla Mitkova (BUL)     | 19.09    |
| pentatlo             | Larisa Turchinskaya (RUS)    | 4801     | Rita Ináncsi (HUN)           | 4775     | Urszula Włodarczyk (POL) | 4668     |

## Quadro de medalhas
| Ordem | País          | Medalha de ouro | Medalha de prata | Medalha de bronze | Total |
| ----- | ------------- | --------------- | ---------------- | ----------------- | ----- |
| 1     | Rússia        | 9               | 7                | 3                 | 19    |
| 2     | Reino Unido   | 5               | 0                | 2                 | 7     |
| 3     | Alemanha      | 4               | 4                | 3                 | 11    |
| 4     | França        | 2               | 2                | 7                 | 11    |
| 5     | Bulgária      | 2               | 1                | 2                 | 5     |
| 6     | Ucrânia       | 1               | 1                | 1                 | 3     |
| 7     | Portugal      | 1               | 0                | 1                 | 2     |
| 8     | Bielorrússia  | 1               | 0                | 0                 | 1     |
| 8     | Itália        | 1               | 0                | 0                 | 1     |
| 10    | Países Baixos | 1               | 0                | 1                 | 2     |
| 11    | Roménia       | 0               | 4                | 1                 | 5     |
| 12    | Grécia        | 0               | 2                | 1                 | 3     |
| 13    | Áustria       | 0               | 1                | 1                 | 2     |
| 14    | Croácia       | 0               | 1                | 0                 | 1     |
| 14    | Hungria       | 0               | 1                | 0                 | 1     |
| 14    | IEP[nb]       | 0               | 1                | 0                 | 1     |
| 14    | Espanha       | 0               | 1                | 0                 | 1     |
| 14    | Suécia        | 0               | 1                | 0                 | 1     |
| 19    | Polónia       | 0               | 0                | 3                 | 3     |
| 20    | Islândia      | 0               | 0                | 1                 | 1     |